# Suomenmaa
Suomenmaa (ce qui en finnois signifie Terre de Finlande) est l'organe du Parti du centre publié quatre jours par semaine (du mardi au vendredi). Le périodique est fondé à Viipuri en 1908 sous le nom Maakansa. Son siège sera transféré de Viipuri à Helsinki puis à Oulu. Le périodique prend le nom de Suomenmaa quand  le Parti agraire est renommé Parti du centre en 1965.
Sa distribution s'élève à 11 482 exemplaires en 2011. En janvier 2010 Suomenmaa publie son premier mensuel Sentteri  paraissant dix fois l'an à 60 000 exemplaires. Une version régionale de Suomenmaa paraissait cinq fois par semaine en Ostrobotnie du Nord jusqu'en 2009. En  2011 le rédacteur en chef de Suomenmaa est Juha Määttä.
L'éditeur de Suomenmaa est Joutsen Media dont les filiales publient entre autres Oulu-lehti , Koillissanomat , Iijokiseutu, Rantalakeus .